# Tadeo de Niza
Tadeo de Niza de Santa María fue un historiador indígena de México del siglo XVI.

## Biografía
Nació en la parcialidad de Tetipac, era descendiente de una de las más ilustres familias de Tlaxcala. Por órdenes del virrey Antonio de Mendoza y Pacheco, escribió en el año de 1548, la Historia completa de la conquista de México. Lorenzo Boturini escribió, en su Catálogo del museo histórico indiano (apartado XXXII,número 3), que la historia de Tadeo de Niza fue firmada por treinta caciques tlaxcaltecos quienes mandaron tropas auxiliares en la conquista de Tenochtitlán. Actualmente se desconoce el paradero de esta obra.